# Krzysztof Holejko

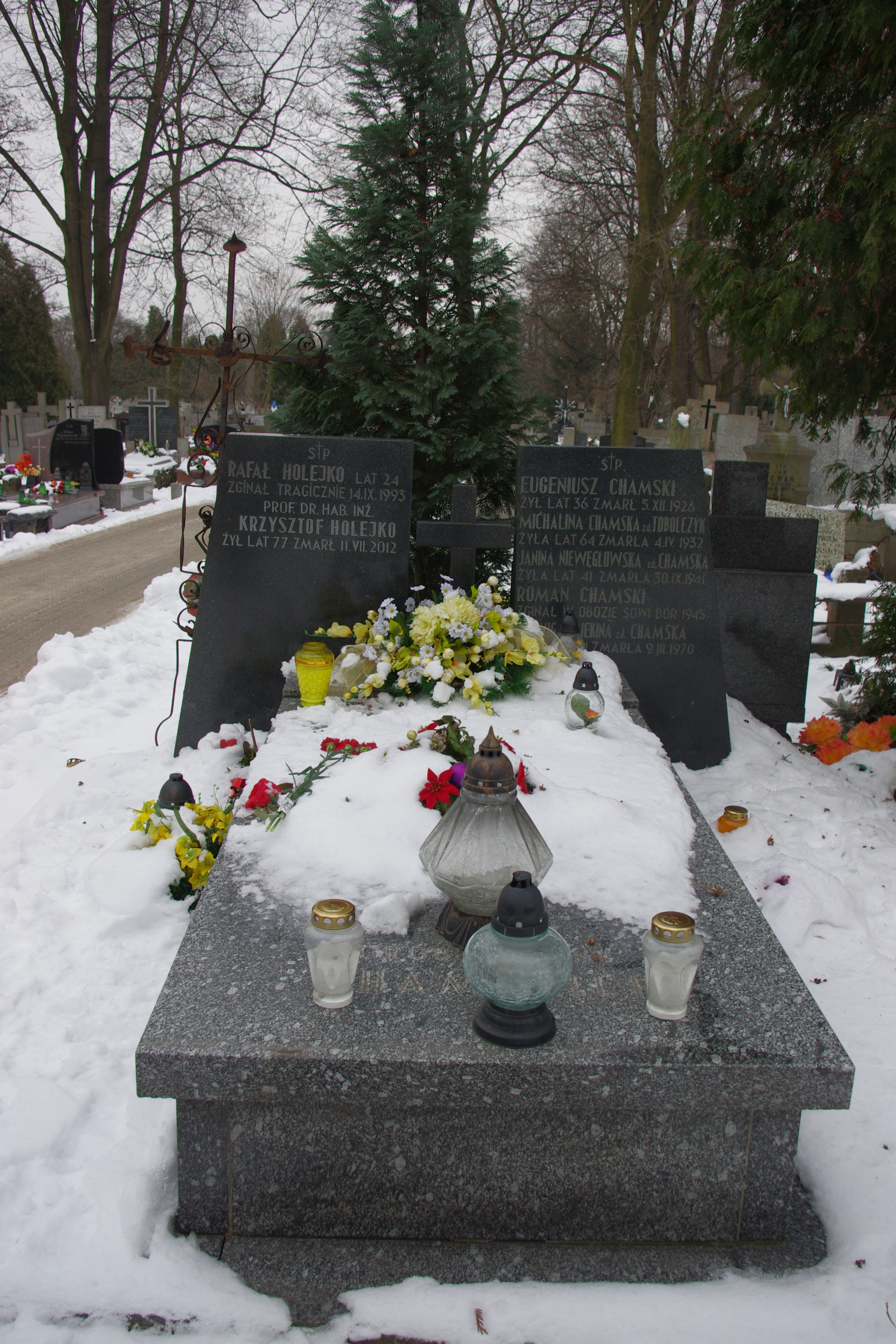
Grobowiec rodzin Chamskich i Holejków na cmentarzu Bródnowskim

Krzysztof Holejko (ur. 13 października 1934 w Krakowie, zm. 17 lipca 2012 w Warszawie) – polski inżynier elektronik, profesor zwyczajny Politechniki Warszawskiej.

## Życiorys
Po ukończeniu I Liceum Ogólnokształcącego im. Eugeniusza Romera w Rabce-Zdroju przeprowadził się do stolicy i rozpoczął studia na Wydziale Łączności Politechniki Warszawskiej, dyplom inżyniera uzyskał w 1956, a rok później obronił magisterium. Już podczas studiów był pracownikiem naukowcem na macierzystej uczelni, gdzie rozpoczął pracę jako nauczyciel akademicki i stopniowo drogą awansu doszedł do stopnia doktora w 1964, doktora habilitowanego w 1975, profesora nadzwyczajnego w 1988 i profesora zwyczajnego w 1997.
Początkowo zajmował się radiolokacją, z tym zagadnieniem związany był temat pracy doktorskiej i rozprawa habilitacyjna. Był autorem licznych referatów i artykułów w prasie fachowej oraz dwukrotnie wznawianej książki Precyzyjne elektroniczne pomiary odległości i kątów. Opracował cztery rodzaje dalmierzy mikrofalowych, urządzeń do pomiarów odległości. W 1972 kontynuując prace nad pomiarami odległości rozpoczął pracę nad zastosowaniem do tego celu elementów optoelektronicznych, w ramach prac badawczych Krzysztof Holejko opracował kilka modeli dalmierzy optoelektronicznych. Zbudował i opatentował system lokacji modeli statków w basenie pomiarowym. Opracowywał aparaturę pomiarową dla optoelektroniki i techniki stosującej światłowody m.in. monitory źródeł i światłowodów, analizatory wiązek optycznych, charakterografy laserów oraz mierniki widzialności. Po 1990 pracował nad zastosowaniem modulacji kodowych do łączy optoelektronicznych i lidarów. Uczestniczył w posiedzeniach grup ekspertów RWPG dotyczących pomiarów odległości i techniki światłowodowej.
Przez całe życie zawodowe był aktywnym pedagogiem, prowadził wykłady z radiolokacji, precyzyjnych pomiarów odległości, podstaw optoelektroniki i techniki światłowodowej, systemów radiokomunikacyjnych oraz transmisji radiowej. Opracował liczne pomoce naukowe w tym jedenaście skryptów, które stały się wsparciem do wykładów optoelektroniki. Najdłużej, dwadzieścia dwa lata piastował funkcję kierownika zakładu i pracowni w Instytucie Radioelektroniki i Instytucie Telekomunikacji, dwa lata był dyrektorem Instytutu Telekomunikacji, cztery lata prodziekanem Wydziału Elektroniki i Technik Informacyjnych Politechniki Warszawskiej. Należał do Polskiego Towarzystwa Techniki Sensorowej.
Dorobek naukowy Krzysztofa Holejko obejmuje dwie książki, około pięćdziesiąt artykułów i felietonów w polskiej i zagranicznej prasie fachowej. Podczas prowadzonych prac badawczych opracował trzydzieści dwa modele eksploatacyjne różnych urządzeń, których konstrukcje zostały w dziewiętnastu przypadkach opatentowane.
Książki:
- Podstawy telekomunikacji optycznej;
- Precyzyjne elektroniczne pomiary odległości i kątów.

Za swoją pracę naukową i osiągnięcia otrzymał Złoty Krzyż Zasługi, Krzyż Kawalerski Orderu Odrodzenia Polski oraz Medal Komisji Edukacji Narodowej. Był również wielokrotnie odznaczany i wyróżniany przez rektora Politechniki Warszawskiej. Pochowany na cmentarzu Bródnowskim (kwatera 44E-6-31).